# Şahinbey Belediye Gençlik ve Spor Kulübü 2015-2016
Questa voce raccoglie le informazioni riguardanti il Şahinbey Belediye Gençlik ve Spor Kulübü nelle competizioni ufficiali della stagione 2015-2016.

## Organigramma societario
Area direttiva
- Presidente: Cuma Güzel

Area tecnica
- Allenatore: Reşat Arığ
- Allenatore in seconda: Mustafa Uysal
- Scoutman: Ökkeş Çiçek

## Rosa
| N° | Nome               | Ruolo | Data di nascita   | Nazionalità sportiva |
| -- | ------------------ | ----- | ----------------- | -------------------- |
| 2  | Emre Ünlü          | L     | 13 febbraio 1995  | Turchia              |
| 4  | Murathan Kısal     | C     | 22 novembre 1989  | Turchia              |
| 5  | Vlado Petković     | P     | 6 gennaio 1983    | Serbia               |
| 6  | Ivan Raič          | O     | 3 giugno 1989     | Croazia              |
| 7  | Berkay Özdemir     | P     | 14 gennaio 1994   | Turchia              |
| 8  | Burak Hazırol      | L     | 10 marzo 1991     | Turchia              |
| 9  | Kemal Elgaz        | S     | 1º gennaio 1986   | Turchia              |
| 10 | Nazım Özbek        | S     | 4 giugno 1993     | Turchia              |
| 11 | Emin Ekin          | C     | 12 gennaio 1992   | Turchia              |
| 14 | Hakan Polat        | C     | 11 novembre 1989  | Turchia              |
| 15 | Muhammet Ertuğrul  | C     | 8 dicembre 1989   | Turchia              |
| 18 | Armin Mustedanović | S     | 26 aprile 1986    | Bosnia ed Erzegovina |
| 19 | Ali Çayır          | S     | 13 settembre 1981 | Turchia              |

## Statistiche

### Statistiche di squadra
| Competizione     | Punti | In casa | In casa | In casa | In trasferta | In trasferta | In trasferta | Totale | Totale | Totale |
| Competizione     | Punti | G       | V       | P       | G            | V            | P            | G      | V      | P      |
| ---------------- | ----- | ------- | ------- | ------- | ------------ | ------------ | ------------ | ------ | ------ | ------ |
| Voleybol 1. Ligi | 11    | 6       | 2       | 4       | 5            | 1            | 4            | 11     | 3      | 8      |
| Totale           | -     | 6       | 2       | 4       | 5            | 1            | 4            | 11     | 3      | 8      |

G = partite giocate; V = partite vinte; P = partite perse

### Statistiche dei giocatori
| Giocatore       | Voleybol 1. Ligi | Voleybol 1. Ligi | Voleybol 1. Ligi | Voleybol 1. Ligi | Voleybol 1. Ligi | Totale | Totale | Totale | Totale | Totale |
| Giocatore       | P                | PT               | AV               | MV               | BV               | P      | PT     | AV     | MV     | BV     |
| --------------- | ---------------- | ---------------- | ---------------- | ---------------- | ---------------- | ------ | ------ | ------ | ------ | ------ |
| A. Çayır        | 8                | 66               | 59               | 5                | 2                | 8      | 66     | 59     | 5      | 2      |
| E. Ekin         | 2                | 0                | 0                | 0                | 0                | 2      | 0      | 0      | 0      | 0      |
| K. Elgaz        | 9                | 72               | 60               | 8                | 4                | 9      | 72     | 60     | 8      | 4      |
| M. Ertuğrul     | 11               | 71               | 50               | 18               | 3                | 11     | 71     | 50     | 18     | 3      |
| B. Hazırol      | 11               | 0                | 0                | 0                | 0                | 11     | 0      | 0      | 0      | 0      |
| M. Kısal        | 11               | 70               | 39               | 28               | 3                | 11     | 70     | 39     | 28     | 3      |
| A. Mustedanović | 11               | 149              | 125              | 17               | 7                | 11     | 149    | 125    | 17     | 7      |
| N. Özbek        | 10               | 10               | 8                | 2                | 0                | 10     | 10     | 8      | 2      | 0      |
| B. Özdemir      | 11               | 3                | 0                | 1                | 2                | 11     | 3      | 0      | 1      | 2      |
| V. Petković     | 11               | 18               | 6                | 10               | 2                | 11     | 18     | 6      | 10     | 2      |
| H. Polat        | 5                | 14               | 11               | 3                | 0                | 5      | 14     | 11     | 3      | 0      |
| I. Raič         | 10               | 158              | 145              | 10               | 3                | 10     | 158    | 145    | 10     | 3      |
| E. Ünlü         | 5                | 0                | 0                | 0                | 0                | 5      | 0      | 0      | 0      | 0      |

P = presenze; PT = punti totali; AV = attacchi vincenti; MV = muri vincenti; BV = battute vincenti